# Amblypsilopus hainanensis
Amblypsilopus hainanensis är en tvåvingeart som beskrevs av Daniel J. Bickel och Wei 1996. Amblypsilopus hainanensis ingår i släktet Amblypsilopus och familjen styltflugor.
Artens utbredningsområde är Hainan (Kina). Inga underarter finns listade i Catalogue of Life.